# 알돌레이스
알돌레이스(영어: aldolase) (EC 4.1.2.13)는 알돌인 과당 1,6-이중인산을 삼탄당 인산인 다이하이드록시아세톤 인산과 글리세르알데하이드 3-인산으로 분해하는 가역 반응을 촉매하는 효소이다. 과당-이중인산 알돌레이스(영어: fructose-bisphosphate aldolase), 과당 1,6-이중인산 알돌레이스(영어: fructose 1,6-bisphosphate aldolase)라고도 한다. 알돌레이스는 또한 과당 1-인산 및 세도헵툴로스 1,7-이중인산과 같은 다른 (3S,4R)-케토스 1-인산으로부터 다이하이드록시아세톤 인산을 생성시킬 수 있다. 동화대사 경로인 포도당신생합성과 캘빈 회로는 알돌레이스의 역반응을 사용한다. 이화대사 경로인 해당과정은 알돌레이스의 정반응을 사용한다. 알돌레이스는 작용 메커니즘에 따라 두 종류로 나뉜다.
또한, 알돌레이스라는 용어는 보다 일반적으로 시알산을 생성하는 시알산 알돌레이스와 같은 알돌 반응(알돌 생성) 또는 그 역반응(알돌 분해)을 촉매하는 효소를 지칭하기도 한다.

## 작용 메커니즘 및 구조
클래스 I 단백질은 고도로 보존된 활성 부위의 리신을 다이하이드록시아세톤 인산의 카보닐 탄소와 연결시키는 양성자화된 쉬프 염기 중간생성물을 형성한다. 또한, 티로신 잔기들은 안정화시키는 수소 수용체로 작용하는 이러한 메커니즘에 중요하다. 클래스 II 단백질은 Zn2+와 같은 2가 양이온으로 카보닐기를 극성을 띠게 만드는 다른 메커니즘을 사용한다. 타가토스-이중인산 알돌레이스인 대장균의 갈락티톨 오페론 단백질인 gatY 및 N-아세틸갈락토사민 오페론 단백질인 agaY는 클래스 II 과당-이중인산 알돌레이스의 상동체이다. 이들 상동체들의 서열의 전반부에 2개의 히스티딘 잔기가 아연과 결합하는 것에 관여하는 것으로 나타났다.
두 부류의 단백질 소단위체는 각각의 활성 부위를 함유하는 TIM 배럴로 접힌 α/β 도메인을 가지고 있다. 몇몇 소단위체들이 완전한 단백질로 조립된다. 두 클래스의 단백질은 서열 정렬을 일부 공유한다.
몇 가지 예외를 제외하고 클래스 I 단백질만이 동물, 식물 및 녹조류에서 발견되었다. 몇 가지 예외를 제외하고 클래스 II 단백질만이 균류에서 발견되었다. 두 클래스 단백질 모두 다른 진핵생물과 세균에서 널리 발견되었다. 두 클래스 단백질 모두 다른 진핵생물과 세균에서 널리 발견되었다. 두 클래스 단백질은 종종 같은 생물체에 함께 존재한다. 식물과 조류는 보통의 세포질 알돌레이스 외에도 때때로 세포 내 공생의 산물인 색소체 알돌레이스를 가지고 있다. 클래스 I 메커니즘을 가지고 있는 이작용성 과당-이중인산 알돌레이스/인산가수분해효소는 고균과 일부 세균에서 널리 발견되었다. 이러한 고균 알돌레이스의 활성 부위는 또한 TIM 배럴에 존재한다.

## 해당과정 및 포도당신생합성
해당과정과 포도당신생합성은 일련의 6가지 가역 반응을 공유한다. 해당과정에서 과당 1,6-이중인산은 알돌레이스에 의해 글리세르알데하이드 3-인산과 다이하이드록시아세톤 인산으로 분해된다. 포도당신생합성에서 글리세르알데하이드 3-인산은 알돌레이스에 의해 과당 1,6-이중인산으로 환원된다. 해당과정 및 포도당신생합성에서 사용되는 알돌레이스는 세포질 단백질이다.
척추동물에서 3가지 형태의 클래스 I 단백질이 발견된다. 알돌레이스 A는 근육과 뇌에서, 알돌레이스 B는 간, 콩팥 및 장세포에서, 알돌레이스 C는 뇌에서 우선적으로 발현된다. 알돌레이스 A와 알돌레이스 C는 주로 해당과정에 관여하는 반면, 알돌레이스 B는 해당과정과 포도당신생합성 모두에 관여한다. 알돌레이스 B의 일부 결함은 유전성 과당불내증을 유발한다. 간에서 유리 과당의 대사는 알돌레이스 B가 과당 1-인산을 기질로 사용하는 능력을 이용한다. 고균의 과당-이중인산 알돌레이스/인산가수분해효소는 아마도 그 생성물이 과당 6-인산이기 때문에 포도당신생합성과 관련이 있다.

## 캘빈 회로
캘빈 회로는 탄소 고정 경로이다. 캘빈 회로는 이산화 탄소와 다른 화합물을 포도당으로 전환시키는 광합성 과정의 일부이다. 캘빈 회로와 포도당신생합성은 일련의 4가지 가역 반응을 공유한다. 두 경로에서 3-포스포글리세르산은 마지막 반응을 촉매하는 알돌레이스에 의해 과당 1,6-이중인산으로 환원된다. 과당 1,6-이중인산가수분해효소에 의해 두 경로를 촉매하는 5번째 반응은 과당 1,6-이중인산을 과당 6-인산과 무기 인산으로 가수분해한다. 자유 에너지의 큰 감소는 이 반응을 비가역적으로 만든다. 캘빈 회로에서 알돌레이스는 또한 다이하이드록시아세톤 인산과 에리트로스 4-인산으로부터 세도헵툴로스 1,7-이중인산의 생성을 촉매한다. 캘빈 회로의 주요 생성물은 다이하이드록시아세톤 인산과 글리세르알데하이드 3-인산의 혼합물인 삼탄당 인산과 과당 6-인산이다. 삼탄당 인산과 과당 6-인산은 리불로스 1,5-이중인산을 재생성하는데도 필요하다. 캘빈 회로에서 식물과 조류에 의해 사용되는 알돌레이스는 일반적으로 핵 유전자에 의해 암호화된 색소체에 표적화된 단백질이다.

## 반응
알돌레이스는 다음과 같은 반응을 촉매한다.
과당 1,6-이중인산  다이하이드록시아세톤 인산 + 글리세르알데하이드 3-인산
또한 다음의 반응들도 촉매한다.
세도헵툴로스 1,7-이중인산  다이하이드록시아세톤 인산 + 에리트로스 4-인산
과당 1-인산  다이하이드록시아세톤 인산 + 글리세르알데하이드
알돌레이스는 해당과정/포도당신생합성의 가역 반응에 사용된다.
2(포스포엔올피루브산 + NADH + H+ + ATP + H2O)  과당 1,6-이중인산 + 2(NAD+ + ADP + Pi)
알돌레이스는 또한 과당 1,6-이중인산가수분해효소와 함께 캘빈 회로와 포도당신생합성에서 사용된다.
2(3-포스포글리세르산 + NADPH + H+ + ATP + H2O)  과당f 1,6-이중인산 + 2(NADP+ + ADP + Pi)
과당 1,6-이중인산 + H2O → 과당 6-인산 + Pi
포도당신생합성에서 3-포스포글리세르산은 엔올레이스 및 포스포글리세르산 뮤테이스의 연속적인 작용에 의해 생성된다.
포스포엔올피루브산 + H2O  2-포스포글리세르산  3-포스포글리세르산
캘빈 회로에서 3-포스포글리세르산은 루비스코에 의해 생성된다.
리불로스 1,5-이중인산 + CO2 + H2O → 2(3-포스포글리세르산)
3-포스포글리세르산은 포스포글리세르산 키네이스에 의해 1,3-비스포스포글리세르산으로 전환되고, 1,3-비스포스포글리세르산은 포도당신생합성에서 글리세르알데하이드 3-인산 탈수소효소에 의해 글리세르알데하이드 3-인산으로 전환되며, 캘빈 회로에서 글리세르알데하이드 3-인산 탈수소효소 (NADP+) (인산화)에 의해 글리세르알데하이드 3-인산으로 전환된다.
3-포스포글리세르산 + ATP  1,3-비스포스포글리세르산 + ADP
1,3-비스포스포글리세르산 + NAD(P)H + H+  글리세르알데하이드 3-인산 + Pi + NAD(P)+
삼탄당 인산 이성질화효소는 다이하이드록시아세톤 인산과 글리세르알데하이드 3-인산을 거의 평형 상태로 유지하여 삼탄당 인산이라 불리는 혼합물을 생성한다.
글리세르알데하이드 3-인산  다이하이드록시아세톤 인산
따라서 알돌레이스는 글리세르알데하이드 3-인산과 다이하이드록시아세톤 인산을 둘 다 기질로 사용한다.

## 문라이팅 특성
알돌레이스는 또한 F-액틴, α-튜불린, 디네인의 가벼운 사슬, 비스코트-올드리치 증후군 단백질(WASp), 밴드 3 음이온 수송 단백질, 포스포라이페이스 D, 포도당 수송체인 GLUT4, 이노시톨 1,4,5-삼중인산, V-ATPase, ARNO(ADP-리보실화 인자 6의 구아닌 뉴클레오타이드 교환인자)를 포함한 다수의 다른 단백질들에 대한 알돌레이스의 결합 친화도에 기초하여 많은 "문라이팅(moonlighting)" 특성 또는 비촉매적 기능과 관련되어 있다. 이러한 연관성은 주로 세포의 구조에 관여하는 것으로 생각되며, 세포 내 섭취, 기생충의 침입, 세포 골격의 재배열, 세포 운동성, 막 단백질 트래피킹 및 재활용, 신호전달 및 조직의 구획화에 관여하는 것으로 조사되었다.

## 같이 보기
- 삼탄당 인산 이성질화효소
- 과당 6-인산
- 과당 1,6-이중인산

## 더 읽을거리
- Berry A, Marshall KE (February 1993). “Identification of zinc-binding ligands in the class II fructose-1,6-bisphosphate aldolase of Escherichia coli”. 《FEBS Lett.》 318 (1): 11–6. doi:10.1016/0014-5793(93)81317-S. PMID 8436219.
- Freemont PS, Dunbar B, Fothergill-Gilmore LA (February 1988). “The complete amino acid sequence of human skeletal-muscle fructose-bisphosphate aldolase”. 《Biochem. J.》 249 (3): 779–88. PMC 1148774. PMID 3355497.
- Galkin A, Li Z, Li L, Kulakova L, Pal LR, Dunaway-Mariano D, Herzberg O (2009). “Structural insights into the substrate binding and stereoselectivity of giardia fructose-1,6-bisphosphate aldolase”. 《Biochemistry》 48 (14): 3186–96. doi:10.1021/bi9001166. PMC 2666783. PMID 19236002.
- Marsh JJ, Lebherz HG (March 1992). “Fructose-bisphosphate aldolases: an evolutionary history”. 《Trends Biochem. Sci.》 17 (3): 110–3. doi:10.1016/0968-0004(92)90247-7. PMID 1412694.
- Perham RN (April 1990). “The fructose-1,6-bisphosphate aldolases: same reaction, different enzymes”. 《Biochem. Soc. Trans.》 18 (2): 185–7. PMID 2199259.